# Miliza Korjus
Miliza Korjus ([militsa]) est une chanteuse d'opéra, et une actrice polonaise et estonienne, née le 18 août 1909, à Varsovie, morte le 26 août 1980, à Culver City, Californie. 

## Biographie
Miliza Korjus étudie le chant avec Estelle Liebling (en) à New York. Elle joue dans quelques films à Hollywood. Avec sa voix agile de soprano coloratura, elle réalisait d'inimitables variations.

## Filmographie
- 1935 : L'Étudiant de Prague, (Der Student von Prag) d'Arthur Robison : Julia (voix chantée).
- 1938 : Toute la ville danse (The Great Waltz) de Julien Duvivier : Carla Donner.
- 1942 : Caballería del imperio (de) de Miguel Contreras Torres : Vera Dona.

### Nomination
- Nomination à l'Oscar de la meilleure actrice dans un second rôle pour son rôle dans Toute la ville danse.